# Kisharang
A Kisharang a kecskeméti a ortodox templomnak egyik harangja.

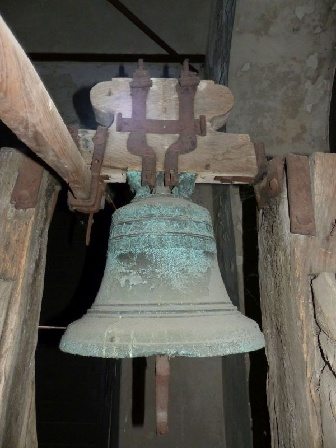

~50 kg-os, Johann Kohl öntötte Pesten 1787-ben. Az eddigi kutatások alapján ez Kecskemét legrégebbi, meglévő harangja.
Körbefutó, német nyelvű felirat a harang felső pártázatán: GOS MICH IOHANN KOHL IN PEST 1787.
Magyarul: Iohann Kohl öntött engem Pesten 1787. A felirat eleje és vége között kis kezecske látható.
Latin nyelvű, a harang palástjába karcolt, töredékes felirat:
A felirat latinul:
1. sor: REGNANTE IOSEPHO II IOANNES
2. sor: (hiányzó betűk) KYPIAK (vagy kyriak) HANC (vagy hang) CAMPANAM PRO ECCLESIA
3. sor: GRAECIA KETZKOMETIENSIS PRO CURAVIT
4. sor: 1787
Magyarul: II. JÓZSEF URALKODÁSA ALATT JÁNOS ... KYPIAK EZT A HARANGOT A KECSKEMÉTI GÖRÖG EGYHÁZ RÉSZÉRE KÉSZÍTETTE, 1787-ben.

## Forrás
- https://www.magyarharangok.hu/kecskemet.html